# Heinenoord
Heinenoord est un village qui fait partie de la commune de Hoeksche Waard dans la province néerlandaise de Hollande-Méridionale. Le 1er janvier 2008, le village comptait 3 400 habitants.
Heinenoord a été une commune indépendante jusqu'au 1er janvier 1984. Elle a fusionné avec Puttershoek, Mijnsheerenland, Westmaas et Maasdam pour former la nouvelle commune de Binnenmaas. Le 1er septembre 1855, la commune de Goidschalxoord est rattachée à Heinenoord.